# チャプレン
チャプレン（英: chaplain）あるいはチャップレンは、教会・寺院に属さずに施設や組織で働く聖職者（牧師、神父、司祭、僧侶など）。 語源的には、それらの施設に設置されたチャペル（英: chapel）で働く聖職者を意味するが、実際には必ずしもチャペルが存在するとは限らない。
アメリカ軍では、宗教に関わらず、ラビ、イマーム、僧侶など、従軍するあらゆる聖職者を意味する。

## チャプレンがいる主な施設・組織

### 一覧
- 軍隊（従軍牧師、従軍神父など）
- 警察
- 消防
- 学校（宗教主事、宗教主任など）
- 医療機関[1][2][3]
- 福祉施設
- 刑務所（教誨師）
- 組織キャンプ[4]
- 結婚式場
- ガレー船

### ギャラリー
- 新車の御祓いをするパナマ国家警察のチャプレン
- 刑務所で受刑者に祝福を与えるチャプレン
- シンシナティ都市圏警察・消防チャプレンサービス[5]のバッジ

## 医療機関において
多くの病院、養護施設、介護施設、ホスピスにおいては、患者、家族、スタッフの精神的、宗教的、スピリチュアルなニーズを支援するチャプレンを雇用している。老人ホーム、介護付き住居などでもチャプレンが採用されている。チャプレンはどのような信仰を持つ人でもケアを提供する。

### アメリカ
米国において医療チャプレンは、
などから最低4単位の教育を受け、
などから認定を受けたものを指す。
その認定においては、神学の修士号相当、信仰グループの運営経験、信仰グループからの認証、臨床パストラル教育の4単位、これらを取得しなければならない。

### カナダ
カナダでは、医療チャプレンはカナダスピリチュアルケア協会（Canadian Association for Spiritual Care）により認証される。

### イギリス
イギリスでは、医療チャプレンはその地区のNHSトラスト、もしくはホスピス運営者によって雇用されている。その大部分はパートタイム雇用であり、地元の教会や別のチャプレン職場と兼業である。イングランドとウェールズでは、 医療チャプレンカレッジ が職能団体である。他ではスコットランド医療チャプレン協会（Scottish Association of Chaplains in Healthcare , SACH）、北アイルランド医療チャプレン協会（Northern Ireland Healthcare Chaplains Association）が存在する。加入は義務ではないが、労働組合に加盟できるなどの利点がある。

## 殉職者
チャプレンは状況の最前線に出ることもあることから、戦死・殉職する場合もある。アメリカ同時多発テロ事件においては、世界貿易センタービルに出場していたニューヨーク市消防局の消防神父であるフランシスコ会士 マイカル・ジャッジ師が殉職した。

## 関連文献
- CiNii>チャプレン
- 沼野尚美「11. チャプレン」『ホスピス・緩和ケア白書 2015 : ホスピス緩和ケアを支える専門家・サポーター』、青海社、2015年4月、40-43頁、ISBN 978-4-902249-76-7。
- 松本信愛『患者と家族の心のケア : 米国のパストラルケアに学ぶ』日本図書刊行会、1994年10月。ISBN 4-7733-3130-5。2025年8月15日閲覧。pdf版。